# 今宵ひと皿
『今宵ひと皿』（こよいひとさら、tonight,one dish）は、2005年4月から2007年3月21日までフジテレビ系列およびBSフジで毎週放送されていたミニ番組。
毎回1つの器を料理人に提示し、その器に最も合う料理を盛り付けてもらう、という内容である。

## ナレーション
- 市川染五郎

## 音楽
- 木原健太郎

## スポンサー
- ミツカン（一社提供）

## ネット局一覧
| 放送対象地域 | 放送局                                | 系列           | 放送曜日・放送時間   |
| ------------ | ------------------------------------- | -------------- | -------------------- |
| 関東広域圏   | フジテレビ（CX） 「今宵ひと皿」制作局 | フジテレビ系列 | 水曜日 21:54 - 22:00 |
| 中京広域圏   | 東海テレビ（THK）                     | フジテレビ系列 | 木曜日 21:54 - 22:00 |
| 関西広域圏   | 関西テレビ（KTV）                     | フジテレビ系列 | 水曜日 22:54 - 23:00 |
| 日本全国     | BSフジ                                | －             | 金曜日 20:55 - 21:00 |